# Herd-book charolais
Le herd-book charolais est un livre généalogique répertoriant des animaux appartenant à la race bovine charolaise.

## Le herd-book nivernais
Le 1er avril 1864 est créé le herd-book des animaux de la race bovine charolaise améliorée dans la Nièvre et connue sous le nom de race nivernaise. Ce livre généalogique, ouvert sous l’impulsion de la société d’agriculture de la Nièvre, inscrit 145 animaux dont 124 sont blancs, 18 blanc froment et quatre jaunes. Son but est d’assurer le maintien de la pureté de la race ainsi que son amélioration future. Rapidement est mise en place une commission qui sera chargée d’inscrire de nouveaux animaux. La première commission comprend les membres des sociétés d’agriculture de la Nièvre, du Cher, de l’Allier et de l’Indre et inscrira un total de 1209 animaux dans 125 élevages, dont la large majorité se situe dans la Nièvre. 

## Le herd-book charollais de race pure
Les élevages situés dans le berceau de la race semblent quelque peu à l’écart des démarches opérées par les éleveurs nivernais. La réaction a lieu en 1887, lorsque naît à Charolles le Herd-book de la race bovine charolaise pure à l’initiative de la société d’agriculture de Charolles et du Conseil général de Saône-et-Loire.

## Fusion des deux herd-books
La fusion entre ces deux herd-books a lieu en 1920.
À partir de 1920, le herd-book est fermé, c’est-à-dire que seuls les individus dont les deux parents sont déjà inscrits peuvent y être acceptés. Toutefois, au vu des progrès importants réalisés par le troupeau non inscrit, le herd-book décide d’ouvrir un livre B, regroupant les sujets intéressants ne pouvant être inscrits au livre A.

## Administration du Herd-book
Le herd-book possède son propre conseil d’administration. Depuis sa création, il a été présidé par :
- 1864-1869 : Marquis de Saint Phalle
- 1869-1889 : Comte de Bouillé
- 1889-1899 : M. Tiersonnier
- 1900-1916 : Frédéric Bardin
- 1916-1920 : Alphonse Colas
- 1920-1934 : René Maringe
- 1935-1944 : René Bardin
- 1945-1958 : Louis Lanier
- 1958-1964 : Émile Maurice
- 1964-1994 : François Maurice
- 1994- ? : Roger Laurisson
- 2015- 2019 : Pascal Langevin
- 2019- 2024 : Sébastien Cluzel[2]

## Sources
- Daniel Meiller et Paul Vannier, Le charolais : une race mondiale, Chalon-sur-Saône, ANCR, 1994, 258 p. (ISBN 2-907376-02-0)